# Gorgonia cribrum
Gorgonia cribrum är en korallart som beskrevs av Achille Valenciennes 1846. Gorgonia cribrum ingår i släktet Gorgonia och familjen Gorgoniidae. Inga underarter finns listade i Catalogue of Life.